# Sommarkväll (1977)
Sommarkväll var en svensk talkshow i SVT, som sändes under sommaren 1977. Värd var Jörn Donner och i varje program hade Hagge Geigert ett tiominuters inslag. Programmet direktsändes från Göteborg och Donner fick kritik för programmet, då rökning och spritförtäring ständigt förekom. En av de mest kända gästerna var Muhammad Ali Programmen varade i cirka 50 minuter.